# Base aérienne 156 Bizerte Sidi Ahmed
La base aérienne 156 Bizerte Sidi Ahmed est un site opérationnel de l'armée de l'air française, situé en Tunisie, entre 1934 et 1963.
La base porte le nom de Roland Garros à partir de 1945. Après la crise de Bizerte et les affrontements militaires entre la Tunisie et la France lors des journées du 19 au 22 juillet 1961, la base est évacuée et rendue aux autorités tunisiennes en 1963 ; elle est de nos jours utilisée par l'armée de l'air tunisienne. 

## Histoire

### Après laSeconde Guerre mondiale
La base abrite notamment la 7e escadre de chasse entre 1951 et 1961.